# Ave Mariamonogram

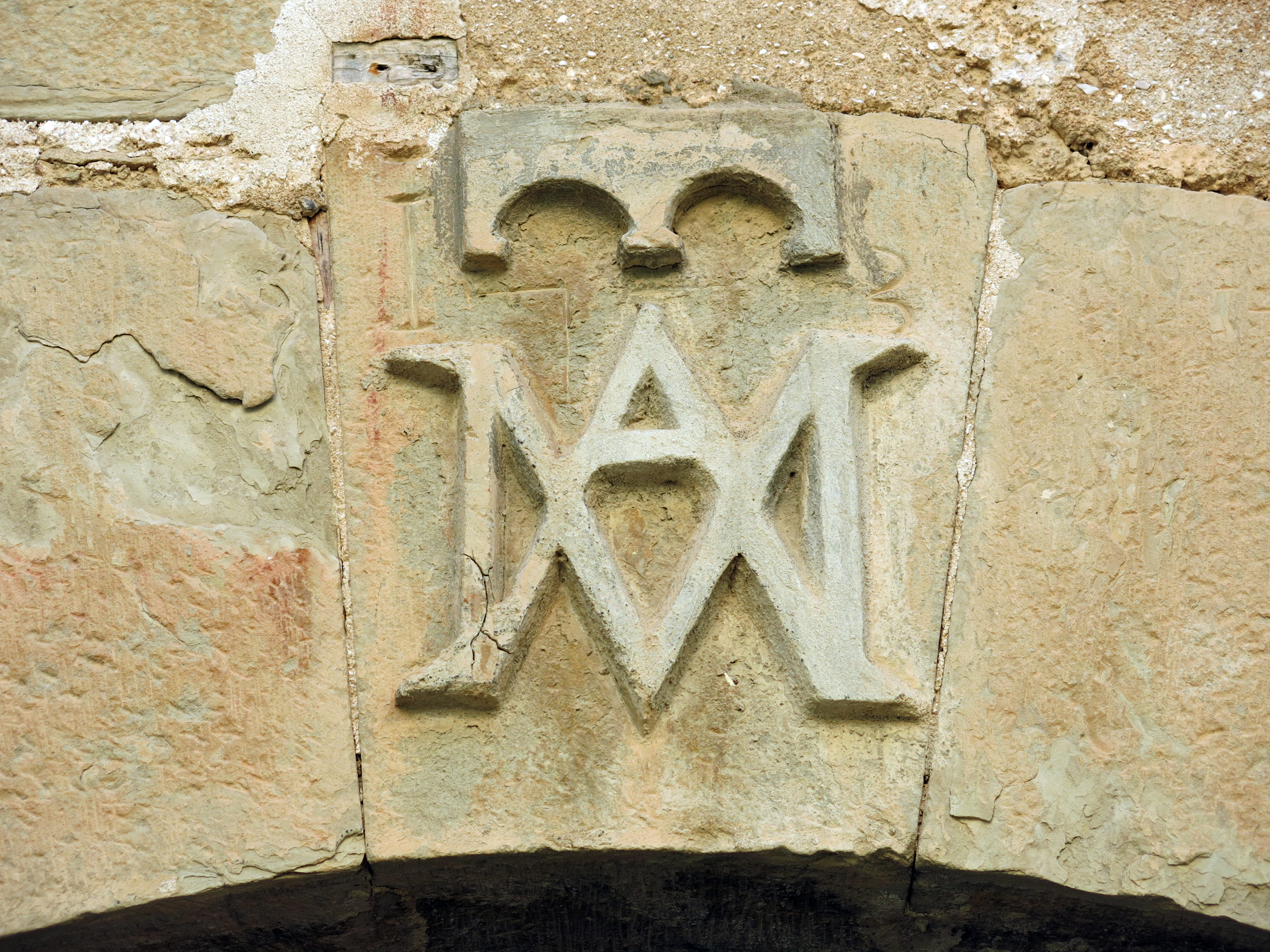
Ave Mariamonogram

Een Ave Mariamonogram is een monogram dat de letters A, V en M op een kunstige wijze samenvoegt.
De letters geven de tekst Ave Maria (Wees gegroet, Maria) op gestileerde wijze weer.
Dit monogram vindt men op tal van religieuze gebouwen en voorwerpen, terwijl het ook in de heraldiek veelvuldig voorkomt.
Afhankelijk van de stijl waarin het wordt weergegeven kan het monogram op min of meer uitbundige wijze worden versierd en gevarieerd.